# Титан (язык)
Титан (также манус, мбунай, моанус, тито, англ. manus, m’bunai, moanus, tito) — австронезийский язык, распространённый на юго-восточном побережье острова Манус и близлежащих небольших островах (Папуа — Новая Гвинея). Относится к группе языков островов Адмиралтейства. Число говорящих — 3 850 человек (1992). Различают р-говоры и л-говоры, для которых характерна полная взаимопонимаемость. Порядок слов в предложении — SVO. Код языка титан в ISO 639-3 — ttv.

## Примеры слов

### Примеры глаголов
В языке титан отмечаются такие глаголы, как:
ala, ate «кусать»;
ilou «дуть»;
«гореть» tulumui;
«покупать» cime;
«лезть» nyak;
«готовить» abur;
«считать» cani, rameyani;
«плакать» taŋ;
«резать» can;
«умирать/быть мёртвым» mat;
«копать» iri;
«пить» ulumui, un;
«кушать» ani;
«лететь» ilou;
«слышать» uroŋ;
«держать» kakawi;
«охотиться» nyak;
«убивать» atiŋ;
«смеяться» alisai;
«жить» ti;
«говорить» va;
«видеть» lele, lis;
«сидеть» an;
«спать» matir;
«стоять» se, tadul;
«воровать» caburui;
«думать» titile;
«работать» po и т. д.

### Примеры существительных
[ᵐʙutukei] «деревянная тарелка»;

[ⁿrakeiʔin] «девочки».